# MagSafe
MagSafe er et strømkabel til Apple Inc. MacBooks. Det specielle ved strømkablet er, at det bliver holdt fast ved hjælp af magnetisme, hvilket er et forsøg på at undgå skader på computeren og kablet. MagSafe blev offentliggjort i januar 2006 samtidig med MacBook Pro. 